# Kjell & Company
Kjell & Company är en butikskedja som säljer tillbehör för hemelektronik. Företaget startades 1988 och öppnade sin första butik i Sundsvall. Butikerna säljer tillbehörsprodukter över disk, från en produktkatalog med omkring 11 000 artiklar (år 2017). Det sker även försäljning via webbplatsen. Företaget har ett drygt hundratal butiker på drygt 40 orter i Sverige. Företaget har även expanderat till Norge efter att norska FSN Capital köpte stora delar av företaget. Huvudkontoret är beläget i Malmö och det finns även ett inköpskontor i Shanghai.
I tävlingen Retail Awards 2011, som anordnas av Svensk Handel och Dagens Handel, vann Kjell & Company priset för "Årets satsning för ökad kundservice" samt "Årets butikssäljare" (Christopher Thour, Väla, Helsingborg).

## Bakgrund
Kjell & Company startade sin verksamhet 1988 i Sundsvall, men det var inte förrän i samband med en flytt till Malmö 1990 som det började använda namnet Kjell & Company. Företaget grundades av Marcus Dahnelius, hans två bröder och far Kjell. Den första Kjell & Company-katalogen gavs ut 1992. 
År 2006 sålde familjen Dahnelius 50 procent av bolaget till Hakon Invest, som investerar långsiktigt i handelsinriktade företag. Med Hakon Invest som hälftenägare ökade tillväxttakten.
År 2014 sålde ICA Gruppen (fd Hakon Invest) sin del på 50 procent i Kjell & Co Elektronik AB till norska investmentbolaget FSN Capital för en köpeskilling på 630 miljoner SEK.

## Sortiment
Produktkatalogen presenterar hela sortimentet och ges vanligtvis ut två gånger per år i sammanlagt 1,5 miljoner exemplar, den ordinarie katalogen kompletteras dessutom av en minskad katalog kallad "Mobilt" med endast tillbehör till mobiltelefoner och surfplattor. De största produktkategorierna utgörs av tillbehör till datorer och audiovideo. Utöver etablerade elektronikvarumärkena har Kjell & Company också tolv egna varumärken: Roxcore, Luxorparts, Arrogant, Dibotech, Ledsavers, Linocell, Nomadelic, Texgear, Rubicson, Nikabe, Plexgear och Playknowlogy. En del av produkterna, till exempel verktyg och audiovideo-tillbehör, designar och utvecklar Kjell & Company själv.[källa behövs]
Sedan år 2009 ger företaget ut den egna boken Hur funkar det?, som innehåller grundläggande förklaringar till hur hemelektronik fungerar och kan användas. Boken publiceras med några års mellanrum och tidigare gavs den ut årligen i två delar.